# Erhard von Wedel-Friis
Erhard von Wedel-Friis (* 22. Juli 1710; † 10. November 1786 in Frijsenborg) war ein königlich-dänischer Generalleutnant, Diplomat und Träger des Elephanten-Ordens.
Seine Eltern waren Erhard Friedrich von Wedel-Jarlsberg (1668–1740) und dessen Ehefrau Marie Juliane von Frydag (1684–1727).

## Leben
Er wurde am 10. Juni 1721 Seconde-Lieutenant im Jüdländischen Infanterie-Regiment. Am 28. Oktober 1733 wurde er mit dem Charakter eines Rittmeisters in der Trabantengarde angestellt. Im Jahr darauf am 12. März 1734 wurde er Stabsrittmeister im Regiment Friis und bereits am 11. Mai 1734 wurde er wirklicher Rittmeister. Am 12. Juni 1744 wurde er Major und am 14. Dezember 1744 auch dänischer Kammerherr. Am 4. September 1747 wurde er zum Oberst und Chef des Oldenburgischen Reiterregiments ernannt. Am 4. September 1752 erhielt er den Danebrogorden mit der Devise sedulo er feliciter. Am 31. März 1753 wurde er zum Ritter Ordre de l’union parfaite geschlagen. Am 12. Februar 1755 wurde er zum Generalmajor (mit Patent vom 3. März 1755) ernannt, am 16. Oktober 1760 noch zum Generalleutnant.
Von 1753 bis 1754 war er dänischer Gesandter am Schwedischen Hof in Stockholm. Danach war er von 1755 bis 1763 Gesandter am französischen Hof in Paris. Von 1762 bis 1763 war er auch Oberstallmeister. Am 29. Januar 1766 wurde zudem Geheimer Konferenzrat. Im Jahr 1768 wurde er dann noch Oberkammerherr. Für seine Verdienste wurde er am 29. Januar 1774 mit dem Elephanten-Orden ausgezeichnet.

## Familie
Im Jahr 1743 heiratete er die Gräfin Christina Sophie von Friis-Friisenborg (* 1713; † 5. Oktober 1787), die älteste Tochter von Christian von Friis zu Friisenborg (* 28. Januar 1691; † 23. Juni 1763) und Öllegard Gersdorf (* 1687; † 13. Juli 1734). Seine Frau wurde am 31. März 1752 zur Dame de l’Union parfaite. Durch die Hochzeit erhielt der Graf die Grafschaft Frijsenborg und am 13. April 1743 wurde der Grafenstand unter dem Namen Wedel-Friis bestätigt.